# Gabriel Hudon
 (février 2010).
Si vous disposez d'ouvrages ou d'articles de référence ou si vous connaissez des sites web de qualité traitant du thème abordé ici, merci de compléter l'article en donnant les références utiles à sa vérifiabilité et en les liant à la section « Notes et références ».
Pour les articles homonymes, voir Hudon.
Gabriel Hudon (né le 1er février 1942 à Montréal et mort le 26 mars 2022), alias Roger Dupuis, était un socialiste et l'un des trois fondateurs du Front de libération du Québec (FLQ) en 1963. Il est le frère de Robert Hudon, cofondateur de l'Armée de libération du Québec. 

## Biographie
Fils de débardeur, Gabriel Hudon quitte l'école à l'âge de 17 ans pour travailler, car il veut être indépendant. Il est dessinateur industriel dans l'usine de pièces d'avion Jarry hydraulique,. Il est le président de l'association du comté ouvrier de Sainte-Marie au début des années 1960. En 1961, il commence à militer au sein du Rassemblement pour l'indépendance nationale (RIN). Un an plus tard il adhère au Réseau de résistance (RR), puis le quitte pour fonder le FLQ avec Raymond Villeneuve et Georges Schoeters. Il pense que le FLQ doit mener une action parallèle au RIN, tout en sachant que l'indépendance sera faite par un parti légalement constitué.
Très actif dans le premier réseau du FLQ, il effectue des vols de dynamite, est impliqué dans la plupart des actions violentes et fabrique des bombes et des cocktails Molotov. Le 7 octobre 1963, lui et Raymond Villeneuve sont condamnés à 12 ans de prison,. Les plus lourde sentence du groupe. Il est libéré à l'automne 1967 lors d'une entente visant a récupérer des armes et du matériel volé par l'Armée de libération du Québec],. Il retourne en prison en juin 1970 pour avoir caché deux fugitifs d'un réseau de financement du FLQ. Il est libéré en 1977.
Lors de la crise d'Octobre, il sera l'un des 23 détenus dont le FLQ demande la libération en échange de celle du diplomate James Richard Cross,.
Après la prison, il travaillera aux éditions Québecor  et occupe ensuite le poste de directeur de production du magazine Taxxi.
En 1998, Hudon est arrêté avec son frère Robert, pour la vente de cocaïne, sur le boulevard Saint-Laurent à Montréal,.
Gabriel Hudon s'éteint le 26 mars 2022 à l'âge de 80 ans.